# Oliver Rittweger de Moor

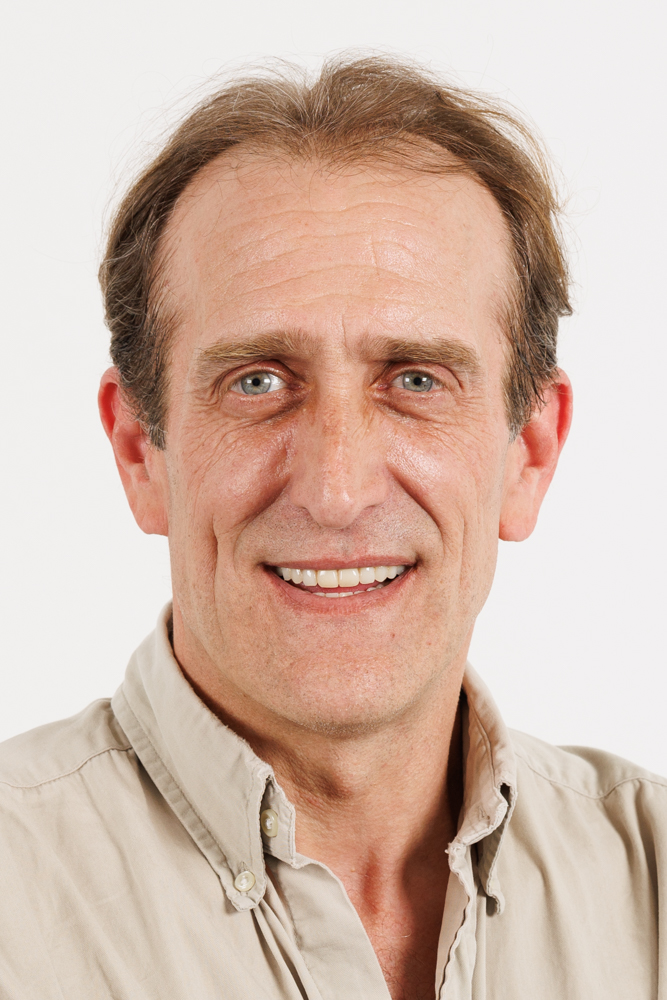
Oliver Rittweger de Moor

Oliver Rittweger de Moor (Ukkel, 30 november 1973) is een Belgisch politicus voor de marxistische partij PVDA-PTB.

## Biografie
Van 2005 tot 2023 werkte Rittweger de Moor als buschauffeur bij de Brusselse openbaarvervoerbedrijf MIVB en was er vakbondsafgevaardigde voor de christelijke vakbond CSC Overheidsdiensten. In 2023 nam hij wegens gezondheidsproblemen ontslag bij het bedrijf en ging hij aan de slag voor de partij PVDA-PTB, als parlementair medewerker voor mobiliteitskwesties.
Bij de Brusselse gewestverkiezingen van juni 2024 werd Rittweger voor de PVDA-PTB verkozen in het Brussels Hoofdstedelijk Parlement. Hij werd secretaris van deze assemblee.